# 競爭性抑制劑
競爭性抑制劑（Competitive inhibitor）是一種酶抑制剂，競爭性抑制劑可能會和酶的活性部位結合，來和基质（substrate）相互競爭，也可能是和基質結合，和酶相互競爭
大部份競爭性抑制劑的功能是透過可逆的方式，和酶的活性部位結合。因此許多資料來源會指出這是競爭性抑制劑的定義特徵。不過這可能是錯誤的簡化，因為有許多可能的機制控制酶和抑制劑或是基質結合（不過無法同時和抑制劑及基質結合）。例如變構抑製劑（allosteric inhibitor）可能會是競爭性抑制劑、非競爭性抑制劑（non-competitive inhibition）或是反競爭抑制劑（uncompetitive inhibition）。